# Étoile exotique
 (février 2022).
Si vous disposez d'ouvrages ou d'articles de référence ou si vous connaissez des sites web de qualité traitant du thème abordé ici, merci de compléter l'article en donnant les références utiles à sa vérifiabilité et en les liant à la section « Notes et références ».

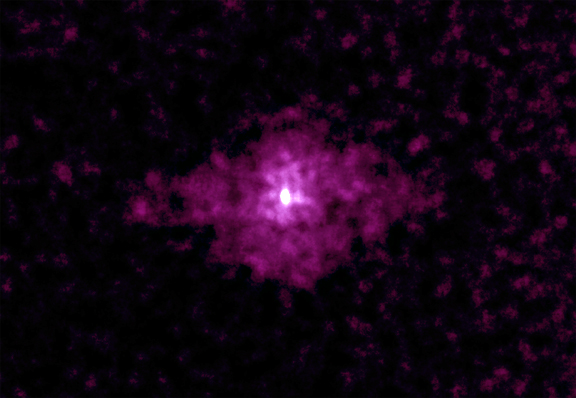
Image du télescope spatial Chandra

Une étoile exotique est un objet compact qui est composé d'autres particules que les fermions que l'on trouve dans les atomes (électrons, protons ou neutrons). L'effondrement gravitationnel de la matière dégénérée est compensé par des propriétés quantiques. Il s'agit notamment d'étoiles à quarks ou composées de matière étrange ou de préons.
Les étoiles exotiques sont en grande partie théoriques, mais des observations réalisées par le télescope spatial Chandra, le 10 avril 2002 ont relevé deux candidates pouvant se révéler être des étoiles à quarks, RX J1856.5-3754 et 3C 58, qu'on croyait être des étoiles à neutrons. Avec les lois de la physique, ce dernier est apparu beaucoup plus petit et plus froid que prévu, ce qui suggère qu'ils sont composés de matériaux plus dense que le neutronium.

## Étoile électrofaible
La gravité est compensée par la pression de radiation due à l’anormalité chiralienne qui transforme les quarks en leptons (neutrinos). L'étoile a alors les dimensions d'une pomme pour environ deux masses terrestres.